# Philander Chase Knox
Philander Chase Knox (Brownsville, Pensilvania, 6 de mayo de 1853 - Washington D. C., 12 de octubre de 1921) fue un abogado y político estadounidense republicano, que se desempeñó como senador por el estado de Pensilvania y de 1909 a 1913 fue secretario de Estado durante la presidencia de William Howard Taft.
La política exterior de Estados Unidos durante la presidencia de William Howard Taft y con la participación de Philander Chase Knox, conocida como  diplomacia del dólar, tuvo como estrategia en relación con América Latina y Asia el uso del poder económico de Estados Unidos, garantizando los créditos concedidos a países extranjeros y por el contrario minimizar el uso o la amenaza de la fuerza militar.